# Негода Пантелеймон Федорович
Пантелеймон Федорович Негода (серпень 1905, Російська імперія — ?) — український радянський державний діяч, директор Київського мотоциклетного заводу.

## Життєпис
Народився в серпні 1905 року.
Член ВКП(б) з 1931 року.
На 1947—1948 роки — заступник секретаря Київського міського комітету КП(б)У.
На 1948 рік — секретар Подільського районного комітету КП(б)У міста Києва.
На 1956—1957 роки — керуючий тресту «Укрмашсантехпром» у Києві.
На 1958—1965 роки — директор Київського мотоциклетного заводу.
Подальша доля невідома.

## Нагороди та відзнаки
- орден «Знак Пошани» (23.01.1948)
- медалі
- Почесна грамота Президії Верховної Ради Української РСР (19.08.1965)